# Achiltibuie
Achilitbuie (Schots-Gaelisch: Aichillidh Bhuidhe) is een dorp op het schiereiland Coigach in Ross and Cromarty in de Schotse Hooglanden. Vanuit het dorp heeft men uitzicht op Loch Broom en de Summer Isles. Het dorp bevindt zich 16 kilometer ten noordwesten van Ullapool.
In Achiltibuie bevindt zich het Hydroponicum waar men gebruikmaakt van hydrocultuur om gewassen te kweken.
Het postkantoor is in 1884 geopend in dit dorp.

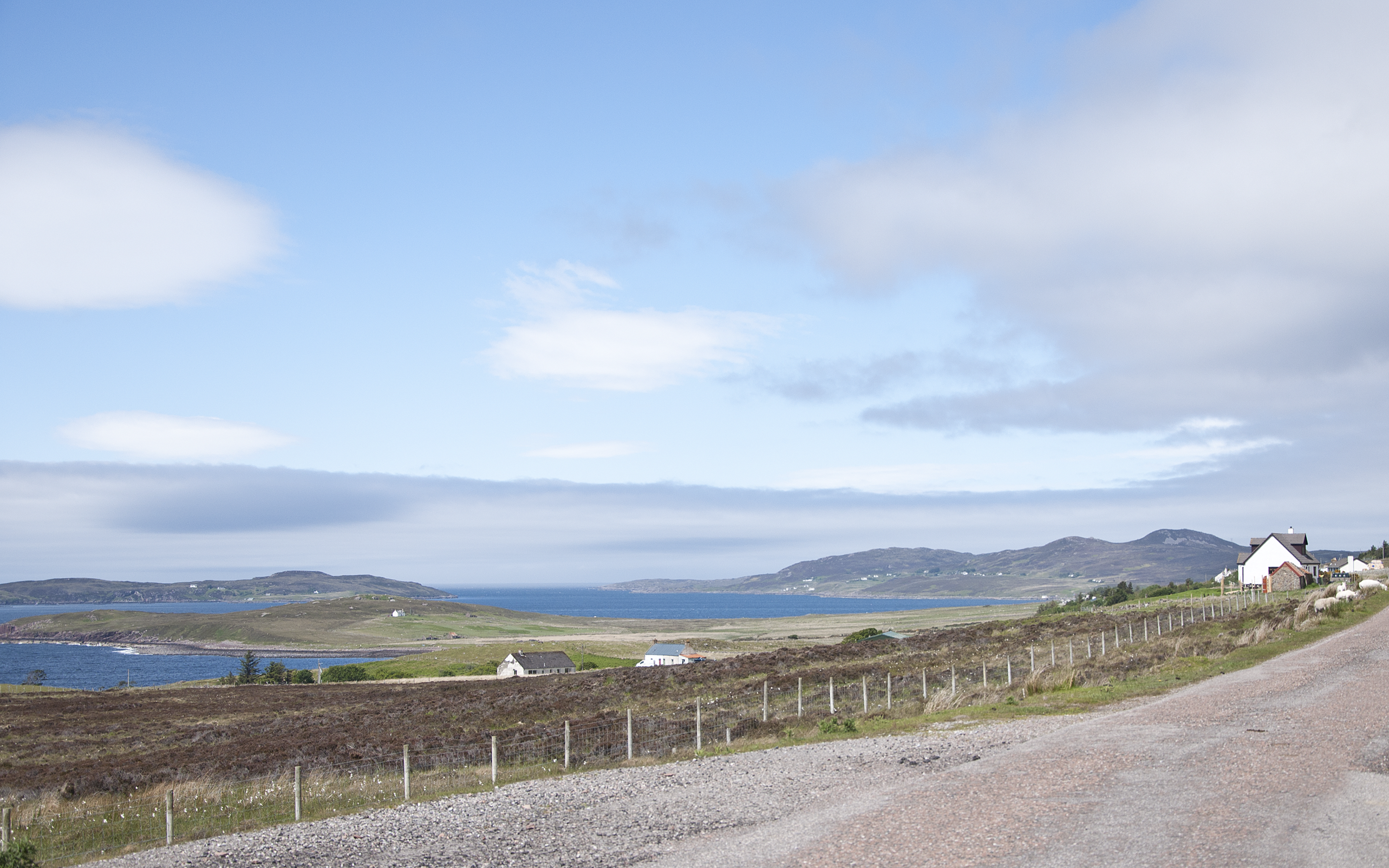
Achiltibuie